# Піссуфн
Піссуфн (*Pišišyaothna, між 490 та 470 роками до н.е. — бл. 415 до н. е.) — сатрап Лідії та Іонії у 465—423 до н. е./420 до н. е. роках.

## Життєпис
Походив з династії Ахеменідів. Син Гідаспа (Віштаспа) II, сатрапа Бактрії, що був сином Дарія I. Стосовно дати народження немає відомостей. Невдовзі після сходження на трон цар Артаксеркс I у 465 році до н. е. призначив Піссуфна сатрапом Лідії, можливо трохи згодом (450 року до н. е.) також Іонії.
У 441 році до н. е. підтримав повстання на Самосі, спрямоване проти афінського панування. Проте воно було придушене Периклом. Піссуфн спочатку запропонував Периклу в обмін на свободу міста 10 000 золотих дариків, а коли той відмовився взяти гроші, викрав самоських заручників з Лемносу і здійснив приготування до війни. Фукідід і Діодор Сицилійський відзначають, що сатрап надав вигнанцям з Самоса загін у 700 найманців, з яким вони вночі висадилися на свій острів і напали на очільнкиів місцевих демократів. В результаті на острові була відновлена олігархія. Крім того, вони полонили і відправили до Сардів афінську залогу разом з начальниками, які були призначені Периклом. Це перша згадка про Піссуфна в антічних джерелах.
Напочатку Пелопоннеської війни підтримував олігархічний рух у містах Афінського морського союзу, тим самим сприяв Спарті у боротьбі з Афінами. так, Піссуфн сприяв повстанням на Самосі та Лесбосі протягом 428—427 років до н. е.
На початку правління царя Дарія II десь у 423—420 роках до н. е. Піссуфн повстав проти перського володаря. Причини цього невідомі. Окрім власних загонів сатрап спирався на афінських найманців на чолі із Ліконом. Ймовірно Піссуфн становив загрозу Дарію II. Тому проти нього виступили перські війська на чолі із Тіссаферном, Спіфрадатом та Пармісом. Піссуфн зазнав поразку близько 420—419 років до н. е., проте продовжував спротив до 415 року до н. е. Схопленого Піссуфн доправлено до Суз, де страчено.
Його син Аморг зміцнився у Карії, де чинив спротив Тіссаферну до весни 412 року до н. е.